# Flyglobespan
Flyglobespan fue una aerolínea británica de bajo coste con sede en Edimburgo, Escocia. Operaba servicios regulares desde cinco aeropuertos del Reino Unido e Irlanda a destinos en Europa, América del Norte y África. Sus bases principales eran el aeropuerto de Liverpool, aeropuerto internacional de Glasgow, el aeropuerto de Edimburgo y el aeropuerto de Aberdeen. 
Se declaró en bancarrota debido a problemas financieros el 16 de diciembre de 2009, y canceló todos sus vuelos regulares. El 14 de diciembre de 2010 la empresa fue declarada formalmente en liquidación.

## Flota histórica
La flota de Flyglobespan incluyó las siguientes aeronaves, antes de cesar sus operaciones:
| Aeronaves        | Total | Introducido | Retirado | Matrículas                                      |
| ---------------- | ----- | ----------- | -------- | ----------------------------------------------- |
| Boeing 737-300   | 6     | 2003        | 2009     | G-CELR, TF-ELN, TF-ELM, TF-ELC, G-OTDA y G-GSPN |
| Boeing 737-400   | 1     | 2005        | 2005     | OK-TVR                                          |
| Boeing 737-600   | 4     | 2005        | 2009     | G-CDKD, G-CDKT, G-CDRA y G-CDRB                 |
| Boeing 737-700   | 2     | 2007        | 2009     | G-SEFC y G-MSJF                                 |
| Boeing 737-800   | 5     | 2005        | 2009     | G-CEJO, G-CEJP, G-DLCH, G-SAAW y G-CDEG         |
| Boeing 757-200   | 3     | 2007        | 2009     | TF-FIT, TF-FIS y G-CEJM                         |
| Boeing 767-300ER | 6     | 2006        | 2009     | G-CEFG, EI-DOF, G-SPNA, EI-DMJ, G-CDPT y G-CEOD |